# Lithobius fuscus
Lithobius fuscus är en mångfotingart som beskrevs av Carl Graf Attems 1953. Lithobius fuscus ingår i släktet Lithobius och familjen stenkrypare.
Artens utbredningsområde är Vietnam. Inga underarter finns listade i Catalogue of Life.